# Салвадор (Бежа)
Салвадор (порт.  Salvador) — фрегезия (район) в муниципалитете Бежа округа Бежа в Португалии. Территория — 6,14 км². Население — 5774 жителей. Плотность населения — 640,7 чел/км².